# Мечеть Софу Баязида
Мече́ть Сари́ Селі́м (тур. Sarı Selim Camii; також відома як Мечеть Софу Баязида (тур. Sofu Bayezid Camii)) — мечеть у центральній частині міста Едірне, збудована у 1402 році Софу Баязидом з Амасьї, вчителем султана Мехмеда Челебі. У народі відома як Жовта мечеть (тур. Sarı Cami).
Ця мечеть з часом занепала. Згідно з першим написом-кітабе над її дверима, у 1543 році вона була відбудована як месджид на честь Шехіта Іскендера з роду Доганів. У 1636 році Хаббаз Хаджі Юсуф-ага встановив у споруді мінбар, перетворивши її з месджиду на мечеть. Згодом мечеть згоріла, і у 1749 році бостанджибаши Едірне Ісмаїл-ага відбудував її, зробивши міцнішою, ніж раніше.
Мечеть, перекрита черепичним вальмовим дахом, має майже квадратний прямокутний план та збудована з бутового каменю. Вхідний фасад мечеті, розташований з північно-західного боку, оштукатурений та пофарбований у жовтий колір. Над вхідними дверима на цьому фасаді є три окремі написи-кітабе про ремонти. Поруч зі стіною двору мечеті також є фонтан.